# Miley Cyrus
Pour les articles homonymes, voir Cyrus.
Miley Cyrus, de son vrai nom Destiny Hope Ray Cyrus (née le 23 novembre 1992 à Franklin, Tennessee), est une auteure-compositrice-interprète, musicienne, productrice et actrice américaine. Elle rencontre la célébrité à l'adolescence en incarnant Miley Stewart / Hannah Montana dans une série de Disney Channel, Hannah Montana, où elle joue avec son père, le chanteur de country Billy Ray Cyrus, entre 2006 et 2011. Après avoir signé avec Hollywood Records, elle réalise son premier album, Meet Miley Cyrus (2007), qui est à la tête du Billboard 200 et qui est triple disque de platine après avoir été vendu à trois millions d'exemplaires. Grâce au succès de la franchise Hannah Montana, elle devient l'« idole des jeunes », selon le Daily Telegraph, et est surnommée « La reine de Disney », après les bonnes audiences de la série.
En 2007, elle entreprend également le Best of Both Worlds Tour, dans lequel elle interprète son propre rôle ainsi que celui d'Hannah Montana. La tournée connait un véritable succès, un film intitulé Hannah Montana et Miley Cyrus, le film concert évènement est tourné puis sorti directement en DVD en 2008 ; plus de 100 millions d'exemplaires en sont vendus à travers le monde. Elle sort son deuxième album, intitulé Breakout (2008), qui atterrit directement à la première place du Billboard 200 avec près de 400 000 exemplaires écoulés dès la première semaine, pour finir son exploitation à près de quatre millions à travers le monde en 2014. En 2009, Cyrus commence à adopter un style plus « adulte », présenté dans son EP The Time of our Lives, avec son single principal Party in the U.S.A., certifié septuple disque de platine sur le sol américain. Son image continue à évoluer à la suite du tournage de La Dernière Chanson, film dans lequel elle interprète un rôle plus sombre et plus sérieux.
En 2010, elle sort son troisième album, Can't Be Tamed, qui a reçu un succès correct mais inférieur à celui de ses prédécesseurs. Elle défraie la chronique à la suite de la publication du clip vidéo du premier single homonyme, jugé trop « sexy ». Parallèlement, elle commence à incarner des rôles plus mûrs, voire osés, comme dans LOL USA (2012) et Mademoiselle Détective (2013). En 2013, après avoir quitté Hollywood Records et signé avec RCA Records, elle publie un quatrième album, Bangerz, d'où proviennent les titres notables We Can't Stop et Wrecking Ball . En 2011, elle est classée première du « Top 10 des adolescents les plus riches d'Hollywood », avec une fortune estimée à 120 millions de dollars. En 2013, elle fait l'objet d'une attention particulière, à la suite de son apparition controversée aux MTV Video Music Awards 2013. Le 9 septembre 2013, pour Wrecking Ball, elle sort son deuxième clip vidéo issu de l'album Bangerz ; elle apparaît totalement nue dans ce clip qui bat alors plusieurs records de visionnage. En 2016, elle devient juge dans la onzième saison de The Voice.
Miley Cyrus comptabilise trois albums numéro un du Billboard 200 et sept singles dans le top 10 du Billboard Hot 100 : See You Again, 7 Things, The Climb, Party in the U.S.A., Can't Be Tamed, We Can't Stop et le numéro un Wrecking Ball. Billboard l'a classée quatrième des artistes féminines vendant le plus de disques en 2009. En 2010, elle est treizième du classement des célébrités par Forbes. En 2013, elle est élue « artiste de l'année » par MTV. En 2014, le magazine américain Parade positionne Miley première de son classement annuel des salaires des célébrités, devant Sandra Bullock, Justin Timberlake ou encore Beyoncé. Elle aurait gagné plus de 76,5 millions de dollars en 2013 et disposerait d'une fortune d'environ 150 millions de dollars. En 2008 et 2014, elle fait partie du classement du Time des personnalités les plus influentes. Ses fans, surnommés « Smilers », sont environ plus de 48 millions sur Facebook, plus de 46 millions sur Twitter, et 215 millions sur Instagram.
Lors des Billboard Music Awards de 2023, Miley Cyrus est nommée dans plusieurs catégories et gagne les prix « Top Radio Song », « Top Billboard Global 200 Song » et « Top Billboard Global (Excl. U.S.) Song » pour sa chanson Flowers.
Lors des Grammy Awards de 2024, Miley Cyrus a remporté ses deux premiers Grammy pour sa chanson Flowers, respectivement dans les catégories du meilleur enregistrement de l'année et de la meilleure prestation pop solo.

## Biographie

### Enfance et débuts (1992–2005)

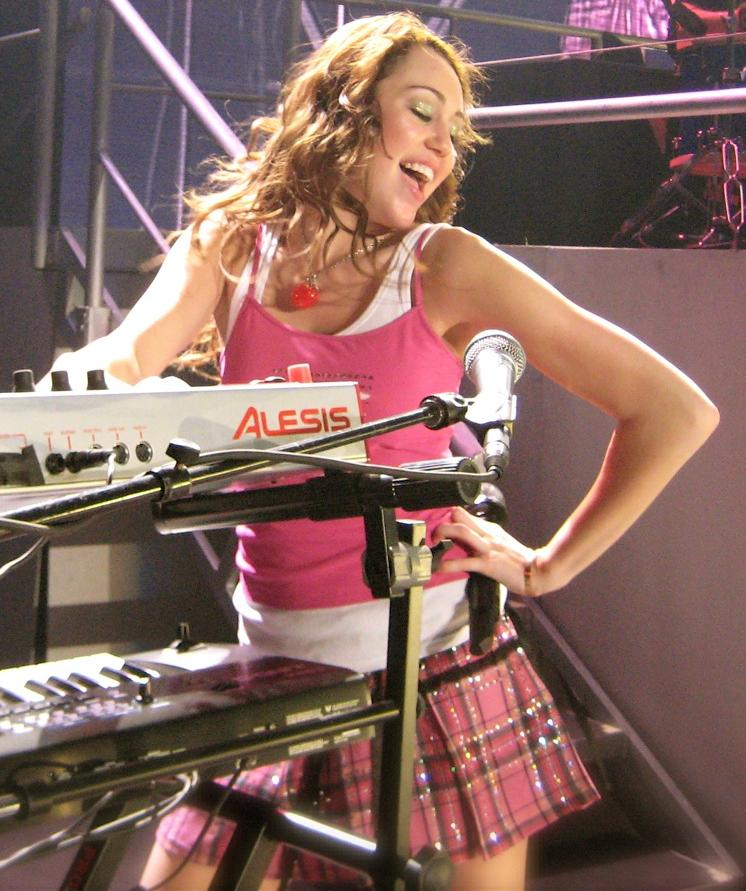
Miley Cyrus en 2007 sur la tournée Best of Both Worlds Tour.

Destiny Hope Cyrus naît à Franklin dans le Tennessee. Elle est la fille de Leticia Jean « Tish » Cyrus (née Finley, le 13 mai 1967), manager et productrice, et du chanteur de country Billy Ray Cyrus (né le 25 août 1961). Elle a des origines irlandaises, anglaises, galloises, écossaises et Cherokee. Depuis sa naissance, ses parents la surnomment « Smiley », transformé plus tard en « Miley », car elle souriait très souvent étant bébé,. Elle souffre d'une légère maladie cardiaque provoquant une tachycardie qui, sans être dangereuse, est souvent gênante.
Contre les souhaits de la maison de disques de son père, Billy et Tish se marient secrètement un an après la naissance de Miley, le 28 décembre 1993,,. Tish a déjà deux enfants issus d'un premier mariage avec le musicien Baxter Neal Helson : Brandi Glenn Cyrus (née le 26 mai 1987) et Trace Dempsey Cyrus (né le 24 février 1989), adoptés par Billy alors qu'ils étaient très jeunes. Miley a également un demi-frère paternel Christopher Cody Cyrus (né le 8 avril 1992), fils de Billy et de son ex-compagne Kristin Luckey. Il a grandi avec sa mère en Caroline du Sud. Billy et Tish sont parents de deux autres enfants : Braison Chance Cyrus (né le 7 mai 1994) et Noah Lindsey Cyrus (née le 8 janvier 2000). Billy et Tish demandent le divorce en 2022, soit deux ans après leur séparation, après vingt-huit ans de mariage. La marraine de Miley est la chanteuse Dolly Parton. À la suite du décès de son grand-père paternel, le politicien démocrate Ronald Ray Cyrus, en 2006, Miley écrit la chanson I Miss You puis change son deuxième nom par Ray. En 2008, à l'âge de 15 ans, elle change officiellement de nom : elle devient légalement Miley Ray Cyrus.

Miley a grandi dans un ranch de 2 km2 à Franklin, une banlieue de Nashville, et est allée à l'école Heritage Elementary School. Elle est élevée dans le christianisme, et baptisée au sein de la convention baptiste du Sud juste avant de partir s'installer à Hollywood en 2005. Elle allait régulièrement à l'église pendant son enfance et portait un anneau de pureté. La plupart de ses frères et sœurs se sont aussi orientés dans l'industrie du spectacle : Trace est le chanteur et guitariste du groupe pop, Metro Station, Noah est devenue chanteuse et Brandi est devenue guitariste.

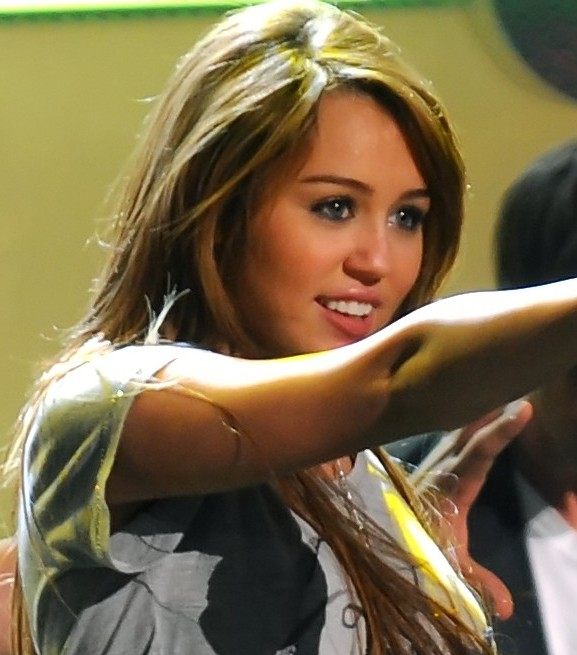
Miley Cyrus au Kids Inaugural: We Are the Future en janvier 2009.

En 2001, alors qu'elle est âgée de 8 ans, la famille de Miley Cyrus s'installe à Toronto, au Canada, son père étant acteur de la série télévisée Doc. Miley déclare[réf. souhaitée] que regarder son père tourner pour la télévision lui a donné envie de poursuivre une carrière d'actrice. Après que son père l'a emmenée voir la production Mamma Mia ! au théâtre royal Alexandra, Miley lui explique : « C'est ce que je veux faire, Papa. Je veux être actrice. » Elle commence alors à prendre des cours de comédie et de chant au Armstrong Acting Studio de Toronto. Son premier rôle fut celui de Kylie dans la série Doc.
À l'âge de 12 ans, Miley entend parler d'une nouvelle série Disney racontant l'histoire d'une jeune collégienne qui mène en secret une double vie ; le jour, elle est une fille ordinaire et la nuit, une popstar. Elle auditionne d'abord pour le rôle de la meilleure amie du personnage principal puis reçoit finalement un appel de la production qui lui demande d'auditionner pour le personnage principal, Chloé Stewart. Miley envoie alors une cassette vidéo de l'audition et part pour Hollywood afin de passer une audition devant les producteurs. Ceux-ci trouvent Miley trop jeune et trop petite pour le rôle. Cependant, sa persistance et son habileté à chanter tout en jouant la comédie font que les producteurs de la série lui demandent d'auditionner de nouveau. Cyrus obtient finalement le rôle principal de la sitcom de Disney Channel, Hannah Montana et son personnage est renommé Miley Stewart. À cette époque, elle avait également auditionné pour le film d'aventure Les Aventures de Shark Boy et Lava Girl, avec l'acteur Taylor Lautner, mais une autre actrice, Taylor Dooley, obtiendra le rôle. À la place, Miley commencera à tourner pour Hannah Montana.
Elle poursuit ses études avec un tuteur sur le plateau de tournage de sa série. Sa mère codirige ou coproduit la plupart des décisions de Miley dans sa carrière. Elle signe Miley avec Mitchell Gossett, directeur de la division de la jeunesse, au Cunningham Escott Slevin Doherty. Elle recrute également le père de Miley comme manager et gestionnaire de ses finances.

### Hannah Montanaet débuts musicaux (2006–2009)
Hannah Montana devient un succès et propulse Miley Cyrus au statut d'idole des jeunes. Le premier épisode de la série, diffusé le 24 mars 2006, a un taux d'audience très élevé pour une série Disney et devient très vite la série la plus regardée à la télévision, élevant la richesse et la popularité de Miley. Le magazine Time rapporte que le succès phénoménal de Miley Cyrus est dû en partie au talent de cette dernière, mais aussi à Disney qui sait utiliser ses vastes exploitations multimédia de façon appropriée. Elle devient la première star de Disney à avoir des contrats avec la télévision, le cinéma, des produits de consommation et la musique avec The Walt Disney Company.

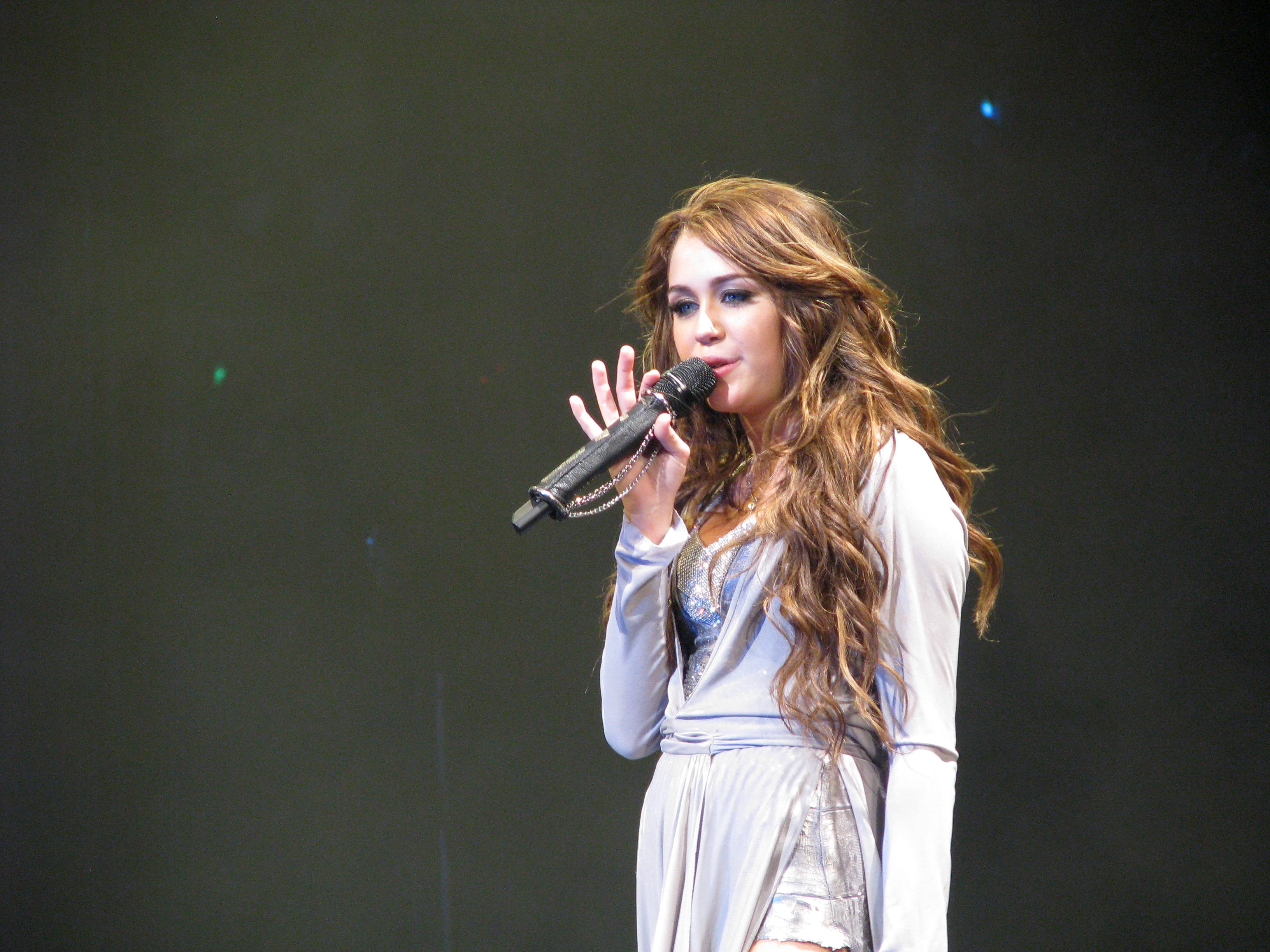
Miley Cyrus en concert lors du Wonder World Tour.

Son tout premier single, The Best of Both Worlds, sorti le 28 mars 2006, est aussi le générique de la série Hannah Montana. Le premier single sorti sous son propre nom est la nouvelle version de la chanson Zip-a-Dee-Doo-Dah de James Baskett, sortie le 4 avril 2006 pour l'album Disney DisneyMania. En tant qu'Hannah Montana, Miley assure durant vingt dates les premières parties pour Les Cheetah Girls sur leur tournée The Party's Just Begun Tour qui commence le 15 septembre 2006. Le mois suivant, Walt Disney Records sort le premier album de la série intitulé Hannah Montana. Dans cet album, elle chante un duo avec son père intitulé I Learned From You. L'album fut en tête du Billboard 200.
La deuxième saison de Hannah Montana est diffusée du 23 avril 2007 au 12 octobre 2008. Miley signe avec le label Hollywood Records et publie le 26 juin 2007 un album double disque. Le premier CD est la bande originale de la saison 2 de Hannah Montana et le deuxième CD, intitulé Meet Miley Cyrus, est son premier album solo. L'album, intitulé Hannah Montana 2: Meet Miley Cyrus, se classe en tête du Billboard 200 et est certifié trois fois platine par la RIAA. Le premier single de Meet Miley Cyrus est intitulé See You Again qui est placé dixième au Billboard Hot 100. En automne 2007, elle assure sa première tournée, le Best of Both Worlds Tour, afin de promouvoir son album double disque. Sur cette tournée, Cyrus est rejointe par les Jonas Brothers, Aly & AJ et Everlife qui assurent les premières parties de ses concerts du 18 octobre 2007 au 31 janvier 2008. Tous les billets de sa tournée se sont vendus en quelques minutes seulement. En 2007, elle apparaît également au générique du film Le Secret de Terabithia avec la chanson I Learned From You.
Walt Disney Pictures publie le 1er février 2008 le film en 3D Hannah Montana et Miley Cyrus, le film concert évènement. La bande originale du film est sortie sous les deux labels Walt Disney Records/Hollywood Records le 11 mars 2008 et est placée troisième au Billboard 200. Le 22 juillet 2008, Miley sort son deuxième album studio intitulé Breakout. Elle déclare que la création de Breakout est inspirée par « les choses qui se sont produites dans ma vie ces dernières années. » Sur cet album, elle coécrit huit chansons sur douze. L'album est en tête du Billboard 200, et le premier single 7 Things est placé neuvième au Billboard Hot 100. En avril 2008, elle coprésente les CMT Music Awards avec son père puis en août 2008, elle présente seule les Teen Choice Awards. Elle prête ensuite sa voix au personnage de Penny dans le film d'animation Volt, star malgré lui, sorti au cinéma le 21 novembre 2008, aux côtés de John Travolta (qui prête sa voix au personnage de Volt). Pour le film, Miley a coécrit et enregistré la chanson I Thought I Lost You en duo avec John Travolta et a reçu une nomination pour les Golden Globe de la meilleure chanson originale.
En fin d'année 2008, ses représentants négocient un accord avec le romancier Nicholas Sparks pour écrire le scénario basé sur un de ses romans, afin d'attirer un public plus âgé pour Miley. Nicholas Sparks et le scénariste Jeff Van Wie ont écrit ensemble le film dramatique La Dernière Chanson. En mars 2009, Miley publie son autobiographie intitulée Miles to Go. Le 10 avril 2009, on la retrouve dans le film Hannah Montana, le film, basé sur la série. Le premier single de la bande originale du film fut The Climb. Elle déclare alors que la troisième saison de la série, dont le tournage s'est terminé le 5 juin 2009, serait la dernière, mais Disney relance la série pour une quatrième et dernière saison.
Le tournage du film La Dernière Chanson se déroule du 15 juin 2009 au 18 août 2009. Entretemps, Cyrus enregistre son troisième album intitulé The Time of our Lives dont le premier single est intitulé Party in the U.S.A.. Miley déclare que « The Time of our Lives est un album de transitions [...] Il présente vraiment aux gens comment je veux que mon prochain album soit et avec le temps, je serai en mesure de le faire un peu plus. ». Le single Party in the U.S.A. est placé deuxième au Billboard Hot 100. Une ligne de vêtements, créée pour Walmart en collaboration avec le styliste Max Azria sort en même temps que l'album. En septembre 2009, elle participe au single de charité Just Stand Up!, pour lutter contre le cancer. Elle participe également au concert organisé par l'association City of Hope, qui lutte également contre le cancer. Ensuite, Cyrus devient membre d'un groupe fondé par Disney Channel, Disney's Friends for Change, qui consiste à encourager les jeunes à s'engager pour l'environnement. Pour cette œuvre de bienfaisance, elle enregistre le single Send It On avec Demi Lovato, les Jonas Brothers et Selena Gomez. Du 14 septembre 2009 au 29 décembre 2009, Miley effectue la tournée Wonder World Tour afin de promouvoir les albums The Time of our Lives et Breakout. Le 7 décembre 2009, elle chante pour Élisabeth II.

### Can't Be Tamedet concentration sur le cinéma (2010–2012)

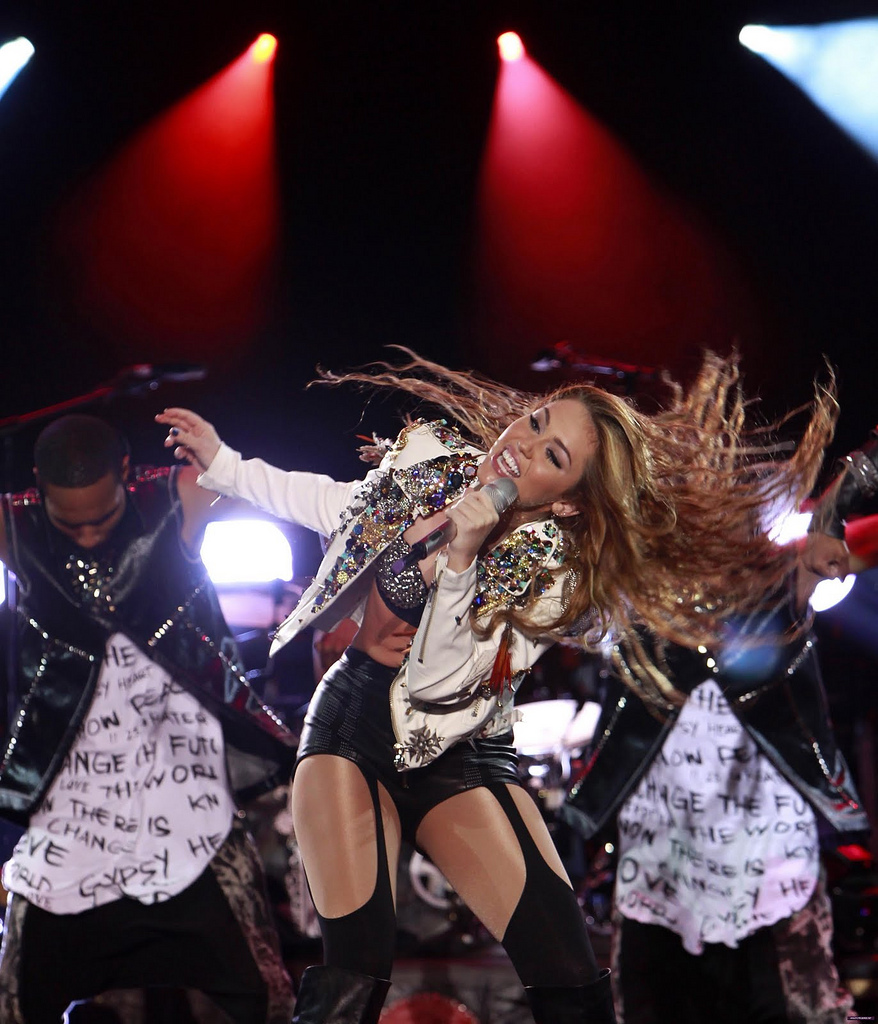
Miley Cyrus durant sa tournée Gypsy Heart Tour le 17 juin 2011.

Le tournage de la quatrième et dernière saison d'Hannah Montana commence le 18 janvier 2010. Entre-temps, Miley enregistre deux singles de charité à la suite des dégâts causés par le séisme de 2010 en Haïti : We Are the World 25 for Haiti et Everybody Hurts. Le 21 juin 2010, elle sort un nouvel album intitulé Can't Be Tamed. Le single éponyme est publié le 18 mai 2010 et est placé huitième au Billboard Hot 100. Durant les concerts que Miley donne, ses tenues de scène et la chorégraphie étaient plus provocants que lors des précédents concerts. Après la sortie de l'album Can't Be Tamed, elle déclare faire une pause dans sa carrière musicale afin de pouvoir se concentrer sur le cinéma. Miley déclare alors vouloir prendre un coach pour s'améliorer en tant qu'actrice et elle annonce également qu'elle quitte l'université, déclarant : « Je crois vraiment qu'on peut retourner à l'université à n'importe quel âge car ma grand-mère est retournée à l'université à 62 ans [...] Maintenant, je veux vraiment me concentrer sur ma carrière. J'ai travaillé dur pour en arriver là, et je veux en profiter tant que ça dure,. » Le film La Dernière Chanson est sorti au cinéma le 31 mars 2010 aux États-Unis et directement en DVD en France le 3 novembre 2010. La quatrième saison d'Hannah Montana est diffusée entre le 11 juillet 2010 et le 16 janvier 2011. En 2010, Miley tourne deux nouveaux films ; LOL USA, le remake du film français LOL, et Mademoiselle Détective. Dans le film LOL USA, elle incarne Lola, une adolescente de 16 ans qui perd sa virginité et fume du cannabis. Dans l'autre film, Mademoiselle Détective, Miley incarne le rôle d'une espionne rebelle et robuste travaillant pour le FBI. Pour le film, elle doit apprendre à se battre pour les scènes de combats de rue.
En dépit de son annonce sur l'arrêt temporaire de sa carrière musicale, elle annonce qu'elle part en tournée. Du 29 avril 2011 au 2 juillet 2011, elle assure la tournée Gypsy Heart Tour rien qu'en Amérique du Sud. Elle présente ensuite le Saturday Night Live le 5 mars 2011 où elle fait de nombreux sketches pour l'émission. En juillet 2011, Miley annonce qu'elle va enregistrer un nouvel album et qu'elle ne compte pas faire d'autres films. En janvier 2012, il est annoncé[Par qui ?] que Miley jouera dans Punk'd : Stars piégées aux côtés de son amie et partenaire dans le film So Undercover, Kelly Osbourne ainsi que de Khloé Kardashian. Le 24 janvier 2012, dans l'album Chimes of Freedom: Songs of Bob Dylan Honoring 50 Years of Amnesty International, sorti en l'honneur de Bob Dylan, Cyrus reprend la chanson You're Gonna Make Me Lonesome When You Go du quinzième album de Bob Dylan. En février 2012, elle abandonne le projet d'animation Hôtel Transylvanie dans lequel elle devait prêter sa voix à Mavis, la fille de Dracula. Elle sera remplacée par Selena Gomez. Elle annonce par la suite laisser tomber ce projet pour se concentrer sur sa carrière musicale. Miley endosse ensuite un rôle récurrent dans la sitcom Mon oncle Charlie où elle incarne Missi, une jeune femme sexy qui n'arrête jamais de parler, et qui va sortir avec Jake Harper (Angus T. Jones).

### BangerzetMiley Cyrus and Her Dead Petz(2013–2015)

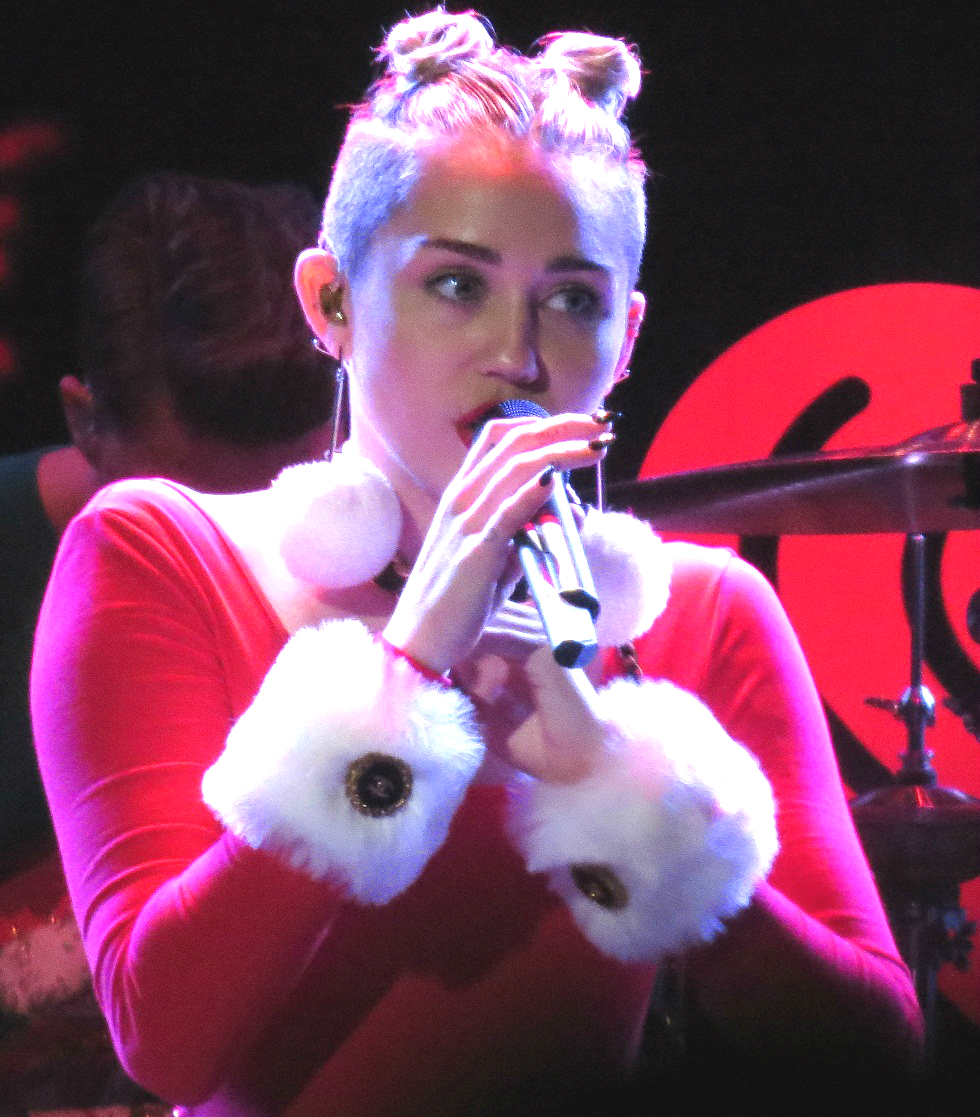
Miley Cyrus au festival Jingle Ball le 19 décembre 2013.

En janvier 2013, elle quitte le label Hollywood Records après six ans et signe avec RCA Records, et révèle que son prochain album est prévu pour octobre. Le 5 mars 2013, Cyrus a un nouveau directeur, Larry Rudolph, qui a travaillé avec Britney Spears lors de son come-back. Son producteur déclare que l'album sera « sexy, adulte, et crédible. » Le premier single, We Can't Stop sort le 3 juin 2013, et se classe 2e au Billboard Hot 100. Le clip est publié le 19 juin 2013, et bat plusieurs records sur YouTube, avec plus de 10,7 millions de vues en 24 heures, et 100 millions de vues en 37 jours. Le single dénombre plus de huit millions d'exemplaires vendus à travers le monde.
Pendant qu'elle enregistre son album, elle fait de nombreux duos avec d'autres artistes. En avril 2013, elle chante avec Snoop Dogg dans Ashtrays and Heartbreaks, le premier single de l'album Reincarnated, qui sort en avril 2013. Le 16 avril 2013, elle collabore avec will.i.am, dans Fall Down, qui sert de single promotionnel pour #willpower, puis dans Feelin' Myself, dont le clip est publié le 26 novembre 2013, avec French Montana, Wiz Khalifa et DJ Mustard. Le 10 septembre 2013, aux côtés de Wiz Khalifa et de Juicy J, elle accompagne Mike Will Made It dans 23. Le clip est sorti le 24 septembre 2013, et atteint la 11e place du Billboard Hot 100 et la deuxième place du Hot R&B/Hip-Hop Songs et du Hot Rap Songs.
Le single Wrecking Ball est publié le 25 août 2013, et obtient un grand succès à travers le monde, en se classant numéro un au Billboard Hot 100 durant deux semaines non-consécutives et en atteignant le top 10 un peu partout dans le monde. Le single est vendu à plus de six millions et demi d'exemplaires à travers le monde, et est le troisième single le plus vendu en 2013 avec 5,6 millions de ventes. Dans le clip, dirigé par Terry Richardson, publié le 9 septembre 2013, Cyrus apparaît totalement nue, mais chaussée, ce qui contribue à sa popularité. Le clip bat deux records : celui du clip le plus vu en 24 heures avec 19,6 millions de vues et celui du clip qui dépasse le plus rapidement la barre des 100 millions de vues, en seulement six jours. En 2014, le clip est la sixième vidéo la plus vue de tous les temps sur YouTube avec plus de 760 millions de vues.
Son cinquième album, Bangerz, publié le 4 octobre 2013, se classe directement en tête du Billboard 200 en se vendant à plus de 270 000 exemplaires dès la première semaine de sortie. Il atteint aussi la première place dans de nombreux pays et reçoit des critiques très positives. L'opus est l'album ayant le meilleur démarrage au niveau des ventes de l'année 2013, mais sera dépassé par l'album de Katy Perry, puis par celui de Beyoncé. Il est le deuxième album le plus vendu de 2013, derrière Prism de Katy Perry. Le 5 novembre 2013, Miley sort un duo avec Future intitulé Real and True, dont le clip est libéré le 10 novembre 2013. Le 17 décembre 2013, Miley sort le troisième single de l'album, Adore You, accompagné d'un clip, le 26 décembre 2013, et d'un remix par Cedric Gervais le 4 mars 2014. La chanson n'a pas le même succès que les précédentes, et se classe à 21e place du Billboard Hot 100.
Dans le but de promouvoir Bangerz, Cyrus part en tournée mondiale, le Bangerz Tour, lancé le 14 février 2014 à Vancouver, au Canada et achevée le 23 octobre 2014 à Perth en Australie avec un total de 78 dates. La tournée a été un succès commercial et critique. En avril 2014, elle devient l'égérie de la campagne de printemps de Marc Jacobs.
En octobre 2014, elle apparaît dans l'album de The Flaming Lips, With a Little Help from My Fwends avec la reprise de Lucy in the Sky with Diamonds et de A Day in the Life des Beatles. Elle présente les MTV Video Music Awards le 30 août 2015 et à la fin de la cérémonie, juste après avoir interprété Dooo It!, elle annonce la sortie de son cinquième album Miley Cyrus & Her Dead Petz, disponible gratuitement le soir même.

### The VoiceetYounger Now(2016–2017)
En 2016, Miley annonce vouloir faire une pause dans sa carrière musicale et se concentrer sur une autre activité. Elle devient alors le "Key Advisor" lors de la dixième saison de The Voice.
Depuis le 19 septembre 2016, elle fait partie des juges de la onzième saison de The Voice aux côtés de d'Adam Levine, Alicia Keys et Blake Shelton, elle est la plus jeune juge de l'émission, tous pays confondus. Le même mois elle joue le rôle de Lennie Dale dans la série de six épisodes de Woody-Allen, Crisis in Six Scenes dans laquelle une famille américaine bourgeoise des années 1960 est chamboulée par la visite d’un invité surprise (son personnage) qui est une hippie vendeuse de drogue.
Miley Cyrus fait son grand retour en mai 2017 lorsqu'elle dévoile le single Malibu qui se classe à la 10e place du Billboard Hot 100, extrait de son nouvel album, Younger Now, qui sortira le 29 septembre 2017 . Cet album voit le retour des influences country dans la musique de Miley, qui avaient disparu dans Bangerz. Miley y présente une image plus sage et plus apaisée, tout en gardant avec elle les acquis de l'album déjanté Bangerz et du rock psychédélique de Miley Cyrus and Her Dead Petz. Le second single de l'album, intitulé Younger Now, est dévoilé le 18 août 2017. En septembre 2017, Miley Cyrus chante au BBC 1 Live Lounge ses tubes Party in the U.S.A. et See You Again, ainsi que des titres de son nouvel album Younger Now et Malibu.

### She Is ComingetPlastic Hearts(2018–2021)
C'est en septembre 2017 que Miley affirme travailler sur son septième album, avant même la sortie de l'album Younger Now. Les premières photos de Miley en studio commencent à faire surface en Novembre 2017, publiées par le producteur Andrew Wyatt. S'ajoute aux sessions d'enregistrement, le producteur Mike Will Made It connu pour sa production sur l'album Bangerz. Le 13 juillet 2018, Miley Cyrus disparaît des réseaux sociaux, et supprime l'intégralité de ses photos sur sa page Instagram.
Le 26 juin 2018, le célèbre producteur Mark Ronson affirme travailler avec Miley Cyrus, notamment sur un titre qu'il décrit comme « déchirant ». Le 29 novembre 2018, Mark Ronson dévoile un nouveau single intitulé Nothing Breaks Like a Heart en collaboration avec Miley Cyrus et tiré de son nouvel album Late Night Feelings. La chanson est un véritable succès commercial à travers le monde.
Le 31 mai 2019, Miley Cyrus dévoile le nom de son septième album sur Twitter, She Is Miley Cyrus, constitué sur la base de trois EP de six chansons, She Is Coming, She Is Here et She Is Everything. Le premier EP, She Is Coming, se classe à la 5e place du Billboard 200 et le single Mother's Daughter atterrit directement à la 54e place du Billboard Hot 100, sans clip vidéo ni lancement radio. Le 5 juin 2019, la série Black Mirror dévoile sa cinquième saison dans laquelle Miley Cyrus joue l'actrice phare d'un épisode intitulé Rachel, Jack and Ashley Too. Dans cet épisode, Miley Cyrus joue une popstar mal dans sa peau et manipulée par son entourage.
En août 2019, après l'annonce de sa séparation avec son ex-fiancé Liam Hemsworth, Miley Cyrus dévoile un nouveau single intitulé Slide Away dont les paroles et le clip dépeignent son point de vue face à cette rupture. En septembre 2019, elle participe à la bande-originale du film Charlie's Angels, troisième film de la franchise du même nom, avec les chanteuses Ariana Grande et Lana Del Rey. Intitulée Don't Call Me Angel, la chanson est le premier single officiel de la bande originale du film, produite par Ariana Grande. Le titre se classe à la 13e place du Billboard Hot 100 et le clip bat des records de visionnage sur YouTube. Le 8 octobre 2019, Miley Cyrus est hospitalisée pour une amygdalite. En novembre 2019, elle est opérée des cordes vocales.
Le 14 avril 2020, lors d'une interview avec Jimmy Fallon, Miley Cyrus affirme qu'elle ne souhaite pas dévoiler de musique car « le moment n'est pas le bon avec cette crise sanitaire », en référence la pandémie de Covid-19 qui a pris une dimension internationale dans les semaines précédentes. Le 5 août 2020, Miley Cyrus annonce son retour sur la scène musicale en publiant des extraits de son nouveau single sur ses réseaux sociaux. Le 14 août 2020, elle dévoile son nouveau single intitulé Midnight Sky : le titre atteint la première place sur iTunes dans soixante pays et le clip amasse, durant ses premières 24 heures de diffusion, plus de douze millions de vues. Le titre se classe à la 14e place du Billboard Hot 100 aux États-Unis lors de sa première semaine d'exploitation. Midnight Sky devient le 50e titre de Miley à se classer dans le Billboard Hot 100, elle devient ainsi la 10e artiste féminine de l'histoire à placer autant de titres dans ce classement. Le 23 octobre 2020, elle annonce que son nouvel album, Plastic Hearts, paraîtra le 27 novembre. Le 19 novembre de la même année, elle dévoile le deuxième single de son nouvel album à paraître, en collaboration avec l'artiste Dua Lipa et intitulé Prisoner.

### Endless Summer Vacation(2022–2024)
Le 31 décembre 2022, durant son Miley's New Year's Eve Party sur NBC, Miley Cyrus annonce la sortie de la chanson Flowers pour le 13 janvier 2023. Les paroles ont été écrites par l'artiste américaine à la suite des infidélités de son ex-compagnon, l'acteur Liam Hemsworth. La chanson est publiée le 13 janvier 2023, jour de l'anniversaire de celui-ci. La chanson atteint rapidement le haut des classements de nombreux pays et devient un succès commercial immédiat, établissant notamment plusieurs records dont celui de la chanson la plus écoutée en une semaine sur Spotify. Flowers est le premier single du huitième album studio de la chanteuse, intitulé Endless Summer Vacation.
L'album Endless Summer Vacation sort le 10 mars 2023, et se hisse rapidement à la tête de plusieurs classements dans le monde et est accompagné de deux autres singles : River et Used to be Young[réf. nécessaire]. Le 25 août 2023, Miley Cyrus sort la chanson Used to Be Young, publiée après la première du documentaire Endless Summer Vacation : Continuation (Backyard Sessions). Used to Be Young a fait ses débuts au huitième rang des charts américains et a été publié dans la réédition numérique de Endless Summer Vacation. La chanson, écrite par Miley Cyrus, Michael Pollack, Gregory Aldae Hein, est devenue son œuvre la plus personnelle et est un clin d'œil au personnage d'Hannah Montana qui l'a rendue populaire, avec des références claires à la chanson Wrecking Ball[réf. nécessaire], dans la vidéo de laquelle, dix ans auparavant, l'artiste chante partiellement nue et les larmes aux yeux, juchée sur une boule de démolition.
En 2023, elle enregistre une reprise de ce morceau en duo avec chanteuse country Dolly Parton, qui sorti en single, se classe n°1 dans les charts.
Lors de Grammy Awards 2024, la chanteuse remporte le prix de l'enregistrement de l'année et le prix de la meilleure prestation pop solo de l'année pour son titre Flowers. En mars 2024, Miley Cyrus apparaît en collaboration sur le titre « II Most Wanted » extrait de l'album Cowboy Carter de Beyoncé, Cyrus est l'auteure et la productrice de ce morceau qui servira de single et qui se hissera à la 7e place des charts américains. Ce morceau vaudra à Miley Cyrus son troisième Grammy Award lors de la cérémonie des Grammy Awards 2025. En décembre 2024, la chanteuse sort la chanson Beautiful That Way pour le film The Last Showgirl de Gia Coppola avec Pamela Anderson en tête d'affiche. La chanson a été coécrite par Andrew Wyatt et Lykke Li.

### Something Beautiful(depuis 2025)
Dans une interview pour le magazine Harper's Bazaar, la chanteuse annonce travailler depuis le début de l'année 2024 sur son prochain opus, qui s'intitulera Something Beautiful. Cyrus décrit cet album comme étant « un album visuel, thérapeutique et très expérimental » avec comme référence majeure l'album de Pink Floyd : The Wall.
Début 2025, Cyrus apparait à plusieurs cérémonies telles que les Grammy Awards ou encore les Oscars. Le 12 mars, elle a enregistre la chanson Beautiful That Way pour le film The Last Showgirl. Le 24 mars 2025, la chanteuse annonce sur ces réseaux sociaux la sortie de son neuvième album, Something Beautiful, qui sera accompagné d'un film promotionnel.  

## Vie personnelle

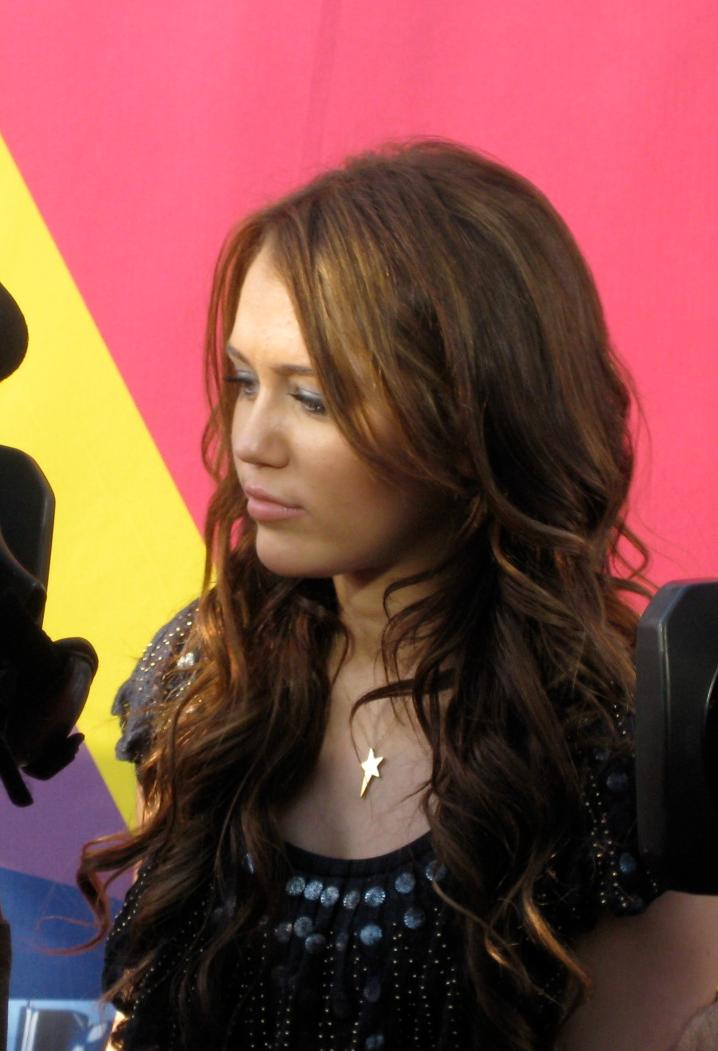
Miley Cyrus lors des MTV Video Music Awards en 2008.

Dans son enfance, elle a eu une relation amoureuse de deux ans avec l'acteur américain Tyler Posey, rencontré en 2000 sur le plateau de tournage de la série Doc, dans laquelle jouait son père Billy. En 2008, lors d'une interview avec le magazine américain Seventeen, Miley révèle qu'elle a été en couple de juin 2006 à décembre 2007 avec Nick Jonas, membre du groupe Jonas Brothers. De septembre 2008 à mai 2009, elle était avec le mannequin Justin Gaston.
En juin 2009, elle commence à fréquenter l'acteur australien Liam Hemsworth, qu'elle a rencontré sur le tournage de La Dernière Chanson. Ils se séparent brièvement en août 2010,. Après une deuxième rupture en novembre 2010, ils se remettent ensemble en mars 2011. Le 6 juin 2012, elle annonce leurs fiançailles. En septembre 2013, Miley et Liam mettent fin à leur relation après quatre ans de vie commune,.
De novembre 2014 à avril 2015, elle entretient une relation avec Patrick Schwarzenegger.
En mai 2015, elle déclare que toutes ses relations n'ont pas toutes été hétérosexuelles. À propos de sa sexualité, elle ajoute : « Je ne veux pas m'affubler d'une étiquette ! Je suis prête à aimer n'importe qui, qui m'aimera pour qui je suis ! Je suis ouverte. » Elle déclare quelques mois plus tard qu'elle s'identifie comme pansexuelle et de genre fluide.
Elle est végétalienne,.
De juillet à août 2015, elle fréquente brièvement la mannequin britannique Stella Maxwell.
En janvier 2016, il est confirmé que Miley et Liam Hemsworth sont à nouveau ensemble, depuis novembre 2015. En octobre 2016, elle confirme qu'ils sont à nouveau fiancés. En novembre 2018, ils voient leur maison, à Malibu, victime de l'important incendie ravageant une partie de la Californie. Peu de temps après, le couple se marie le 23 décembre 2018. En août 2019, le couple annonce officiellement leur séparation après huit mois de mariage. En janvier 2023, elle sort la chanson Flowers, dont plusieurs éléments suggèrent qu'elle fait référence à cette relation (sortie le jour de l'anniversaire de son ex-époux ; paroles faisant allusion à leur maison qui a brulé ; paraphrase de la chanson When I Was Your Man de Bruno Mars sortie en 2012 et que lui aurait dédicacé son ex-époux pendant leur mariage,).
D'août à septembre 2019, elle a une relation avec la blogueuse Kaitlynn Carter, l'épouse séparée de Brody Jenner. En octobre 2019, elle se met en couple avec le chanteur australien Cody Simpson, son ami de longue date. Ils se séparent après 10 mois de relation le 14 août 2020.
Depuis 2021, elle est en couple avec Maxx Morando, le batteur du groupe de rock Liily.

## Style musical et influences
Sa musique est principalement de la pop et de la country, avec des influences de différents styles musicaux comme la danse ou le rap,. Avec son album Plastic Hearts, elle se dirige vers un style beaucoup plus rock-pop. Parmi ses influences, se trouvent Madonna ou encore Dolly Partonet Britney Spears.

## Image publique

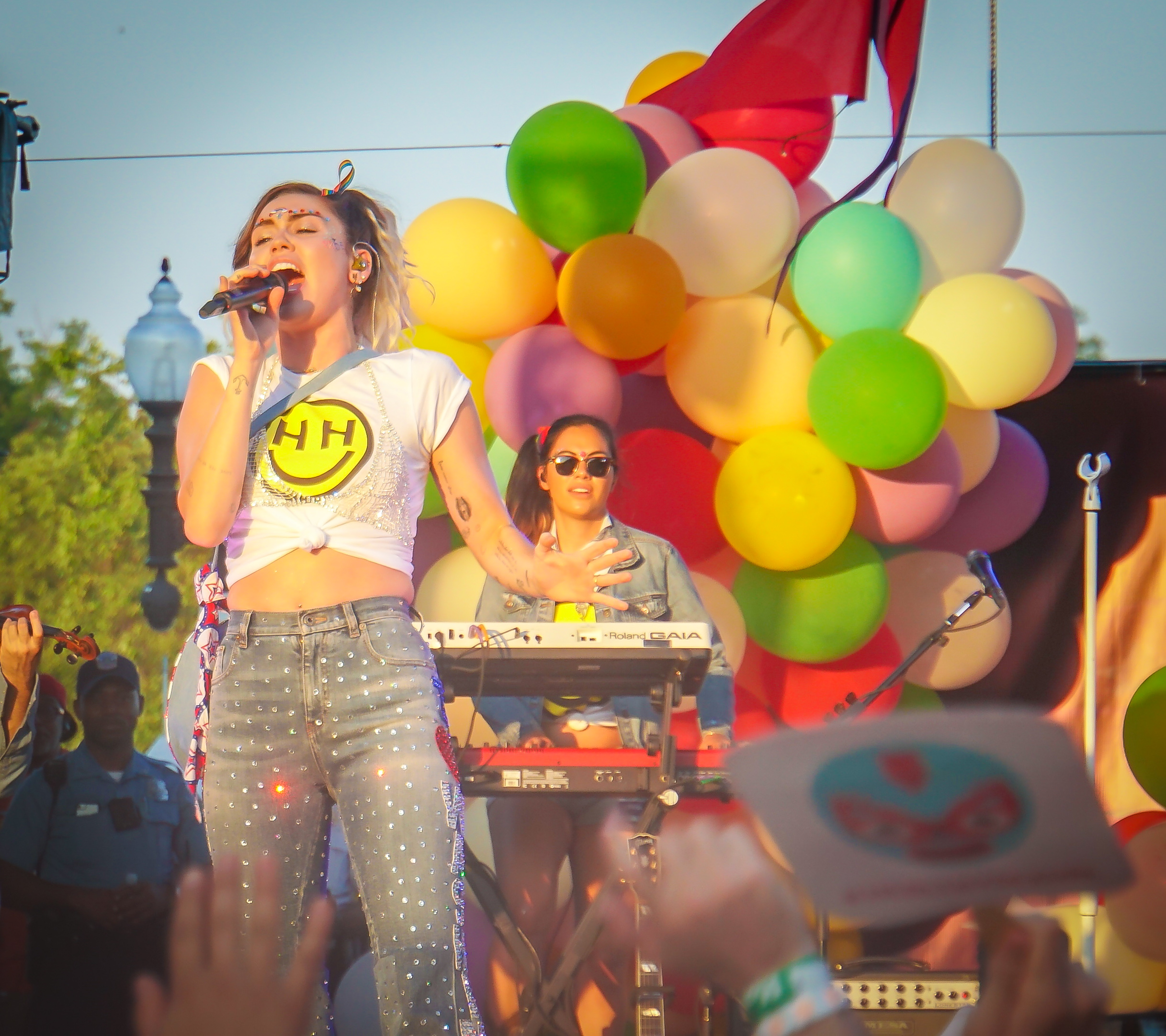
Miley Cyrus à la Capital Pride Festival 2017 avec the Pointer Sisters.

Avec un succès accru, Cyrus devient la cible des médias. Dans une interview accordée en mai 2008 au Los Angeles Times, François Navarre, le propriétaire de l'agence de photo X17, déclare que Miley s'est alors rarement rebellée contre son image sage : « Il y a des gens qui attendent le moment où elle deviendra moins traditionnelle. [...] C'est naturel chez tous les adolescents. Mais ce moment peut arriver très vite. [...] Dès que sa mère va lui permettre de sortir seule, ça va devenir très intéressant. » Justin Timberlake, Madonna ou encore Susan Sarandon déclarent alors soutenir Miley Cyrus.
À plusieurs reprises, des photos jugées plutôt intimes de Miley circulent sur Internet : des photos en bikini, en lingerie et certaines où la jeune chanteuse apparaît le ventre dénudé, en tirant sur son t-shirt, et une où elle apparaît sous la douche vêtue d'un simple chandail blanc mouillé. La société Disney, à qui Miley est associée, n'a toujours pas réagi à ces photos[réf. souhaitée]. En juillet 2008, des photos sont publiées avec Thomas Sturges, les deux adolescents étant en train de s'embrasser. Miley n'a évoqué l'affaire que dans quelques lignes du numéro de septembre 2008 du magazine américain Seventeen, où elle explique que les scandales entourant ces photos l'aident à mûrir et à s'affirmer, et qu'elle est très fâchée contre les personnes qui ont mis la main sur ces photos et les ont publiées sur le web.
En 2007, elle gagne 18 millions de dollars. En 2008, Cyrus gagne 25 millions de dollars, et est classée 35e sur la liste des 100 célébrités du magazine Forbes. En 2009, elle gagne 25 millions de dollars et Forbes le classe 29e sur cette même liste. En 2010, Cyrus est classée 13e sur la liste de Forbes, et gagne 48 millions de dollars de juin 2009 à juin 2010. Pour Hannah Montana, Miley est payée 15 000 $ par épisode, faisant d'elle la troisième adolescente la mieux payée de la télévision. À 17 ans, elle est classée 19e des artistes féminines les plus riches de tous les temps, ayant gagné 100 millions de dollars en cinq ans, ce qui fait d'elle la plus jeune du classement. Entre juin 2010 et juin 2011, elle gagne 54 millions de dollars. En 2011, elle arrive en tête du top 10 des adolescents les plus riches du monde avec 120 millions de dollars. La même année, elle a une fortune estimée à 150 millions de dollars. En novembre 2013, elle est finaliste pour le titre de « personnalité de l'année », et atteint la troisième place avec 16,3 % des votes. En 2014, elle atteint la première place par le magazine américain Parade de son classement annuel des salaires des célébrités, devant Sandra Bullock, Justin Timberlake ou encore Beyoncé, ayant gagné plus de 76,5 millions de dollars en 2013 et aurait une fortune d'environ 150 millions de dollars. La même année, elle arrive 17e du classement Forbes des célébrités les plus influentes du monde.
En avril 2013, elle apparaît dénudée et dans un style punk en couverture de V Magazine. En septembre 2013, elle apparaît dénudée en couverture du magazine Rolling Stone du mois suivant. En octobre 2013, elle pose pour le photographe Terry Richardson avec comme tenue un body-string échancré rouge.
En août 2014, lors des MTV Video Music Awards 2014, elle remporte le prix du « clip de l'année » pour Wrecking Ball. Pour récupérer son prix, elle est accompagnée d'un sans-abri, qui prononce un discours en faveur du 1,6 million d'enfants et adolescents fugueurs et sans-abri aux États-Unis. En octobre 2014, elle devient la nouvelle porte-parole de la marque de cosmétique MAC pour l'année 2015. La chanteuse explique participer à cette campagne uniquement pour la cause humanitaire à laquelle cette ligne de maquillage est associée ; l’intégralité des fonds récoltés aideront à la recherche contre le VIH[réf. nécessaire].

## Prestations
Lors des MTV Video Music Awards 2013, en août, Miley choque le monde avec une prestation jugée vulgaire. Habillée d'un bikini en latex moulant, elle se montre dans des poses sexuellement explicites avec le chanteur Robin Thicke devant un public consterné. Un article publié dans The Hollywood Reporter décrit la prestation comme « grossière », tandis que la BBC explique qu'elle vole la vedette avec une « prestation torride. » Cette prestation devient le sujet le plus tweeté de l'histoire de Twitter en entraînant 360 000 tweets par minute, battant le précédent record détenu par Beyoncé pour sa prestation lors de la mi-temps du Super Bowl XLVII six mois plus tôt. Certaines critiques lui reprochent également de s'approprier la musique noire et de se servir de ses danseuses noires comme d'accessoires. Réagissant à la controverse, Cyrus déclare à propos de ces critiques : « Ils y pensent trop. Vous y pensez plus maintenant que moi-même au moment où je le faisais. En fait, moi je n’y pensais même pas parce que c’est juste ce que je suis. »
Lors des World Music Awards 2014, le 27 mai 2014, Miley fait sensation aux côtés de Stromae, autre artiste phare de la cérémonie. Dans une robe sobre et fleurie signée Giambattista Valli, la chanteuse américaine a cette fois chanté quelques-uns de ses morceaux sans faire de provocation. Elle interprète notamment Wrecking Ball, grâce auquel elle obtient le prix du meilleur clip, en plus de celui de meilleure chanteuse de l'année, reçu des mains de son ami, le comédien Kellan Lutz.

## Filmographie

### Cinéma

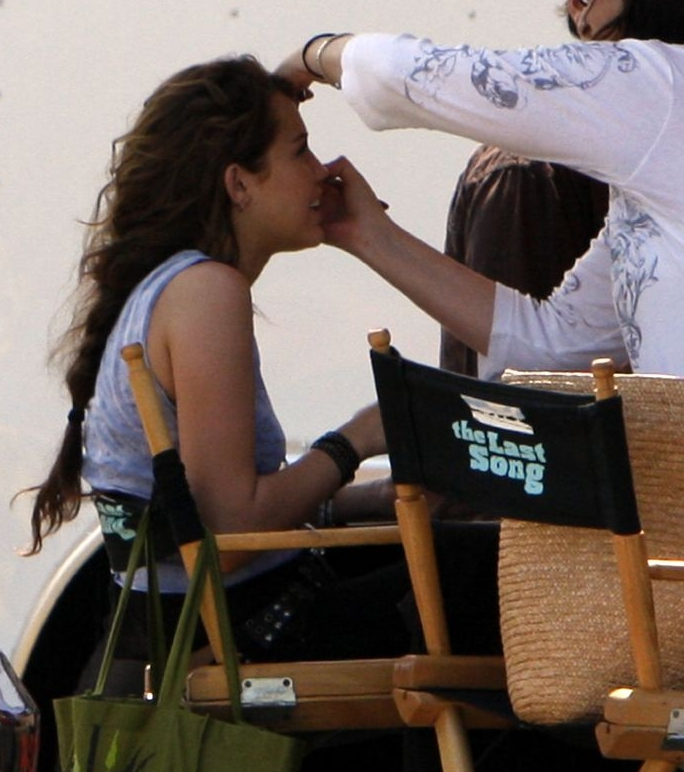
Miley Cyrus se faisant maquiller durant le tournage de La Dernière Chanson (2009).

- 2003 : Big Fish de Tim Burton : Ruthie à l'âge de 8 ans (créditée sous le nom de Destiny Cyrus)
- 2008 : Hannah Montana et Miley Cyrus, le film concert évènement (Hannah Montana and Miley Cyrus: The Best of Both Worlds Concert) de Bruce Hendricks : Hannah Montana
- 2008 : Volt, star malgré lui (Bolt) de Byron Howard et Chris Williams : Penny (voix originale)
- 2009 : Super Rhino de Nathan Greno : Penny (voix originale, court métrage)
- 2009 : Hannah Montana, le film (Hannah Montana: The Movie) de Peter Chelsom : Miley Stewart / Hannah Montana
- 2010 : La Dernière Chanson (The Last Song) de Julie Anne Robinson : Veronica « Ronnie » Miller
- 2010 : Sex and the City 2 de Michael Patrick King : elle-même
- 2011 : Justin Bieber: Never Say Never de Jon Chu : elle-même
- 2012 : LOL USA (LOL) de Lisa Azuelos : Lola
- 2012 : Mademoiselle Détective (So Undercover) de Tom Vaughan : Molly / Brook
- 2015 : The Night Before de Jonathan Levine : elle-même
- 2017 : Les Gardiens de la Galaxie Vol. 2 (Guardians of the Galaxy Vol. 2) de James Gunn : Mainframe (voix, non créditée)
- 2024 : Drive-Away Dolls d'Ethan Coen : Tiffany Plastercaster (non créditée)

### Télévision

#### Téléfilms
- 2007 : High School Musical 2 de Kenny Ortega : figurante pendant la chanson All For One
- 2015 : A Very Murray Christmas de Sofia Coppola : Miley Cyrus[160]

#### Séries télévisées
- 2001-2003 : Doc : Kylie (3 épisodes ; créditée sous le nom de Destiny Cyrus)
- 2006-2011 : Hannah Montana : Miley Stewart / Hannah Montana (101 épisodes)
- 2006 : La Vie de palace de Zack et Cody (The Suite Life of Zack and Cody) : Hannah Montana (saison 2, épisode 20 : La Phénoménale Vie de palace d'Hannah Montana - crossover)
- 2009 : La Vie de croisière de Zack et Cody (The Suite Life on Deck) : Miley Stewart / Hannah Montana (saison 1, épisode 21 : La Vie de croisière ensorcelante d'Hannah Montana - crossover)
- 2012 : Punk'd : Stars piégées (Punk'd) : elle-même, piégée par Justin Bieber
- 2012 : Mon oncle Charlie (Two and a Half Men) : Missi (2 épisodes)
- 2016 : Crisis in Six Scenes : Lennie Dale (mini-série de 6 épisodes de Woody Allen)
- 2016 : The Voice USA : coach aux côtés d'Adam Levine, Blake Shelton et Alicia Keys (saison 11) puis en 2017 ; aux côtés d'Adam Levine, Blake Shelton et Jenifer Hudson (saison 13)
- 2019 : Black Mirror : Ashley O (Saison 5, épisode 3)

#### Séries d'animation
- 2007-2008 : Kuzco, un empereur à l'école (The Emperor's New School) : Yata (voix originale, 6 épisodes)
- 2007 : Les Remplaçants (The Replacements) : une célèbre star (voix originale - saison 2, épisode 5)
- 2015 : Stone Quackers (en) : le pigeon en skateboard (voix originale - saison 1, épisode 12)

## Discographie
La discographie de Miley Cyrus comprend des albums studio et live, des bandes originales de films, de nombreux singles et clips et deux compilations, la plupart signés sur Hollywood Records et Walt Disney Records.

### Albums studio
- 2007 : Meet Miley Cyrus
- 2008 : Breakout
- 2010 : Can't Be Tamed
- 2013 : Bangerz
- 2015 : Miley Cyrus and Her Dead Petz
- 2017 : Younger Now
- 2020 : Plastic Hearts
- 2023 : Endless Summer Vacation
- 2025 : Something Beautiful

## Tournées
- 2007-2008 : Best of Both Worlds Tour
- 2009 : Wonder World Tour
- 2011 : Gypsy Heart Tour
- 2014 : The Bangerz World Tour
- 2015 : Milky Milky Milk Tour
- 2022 : Attention Tour

## Distinctions
En 2024, elle remporte le Grammy de l'« enregistrement de l'année » à la 66e édition des Grammy Awards pour sa chanson Flowers.

## Publication
- Miley Cyrus et Hilary Liftin, Mon chemin [« Miles to Go »], Éditions Michel Lafon, 2009

## Voix françaises
En France, Camille Donda est la voix française régulière de Miley Cyrus depuis la série télévisée Hannah Montana en 2006.
En France
| - Camille Donda dans : - Hannah Montana (2006-2011, série télévisée) - La Vie de palace de Zack et Cody (2006, série télévisée) - Volt, star malgré lui (2008, voix) - Super Rhino (2009, court métrage - voix) - Hannah Montana, le film (2009) - La Vie de croisière de Zack et Cody (2009, série télévisée) - La Dernière Chanson (2010) - Sex and the City 2 (2010) - Justin Bieber: Never Say Never (2011) - LOL USA (2012) - Mon oncle Charlie (2012, série télévisée) - Mademoiselle Détective (2012) - The Night Before: Secret Party (2015) - Crisis in Six Scenes (2016, série télévisée) - Black Mirror (2019, série télévisée) | et aussi - Lorraine Bouchet dans Big Fish (2003) - Lydia Cherton dans Kuzco, un empereur à l'école (2007-2008, voix) |